# Дьяково (городской округ Кашира)
Дьяково — деревня в городском округе Кашира Московской области.

## География
Находится в южной части Московской области на расстоянии приблизительно 15 км на юго-восток по прямой от железнодорожной станции Кашира.

## История
Известна с 1571 года как погибшая после набега Девлет-Гирея и ставшая пустошью. В 1578 году принадлежала Арсению Никитовичу Протасову. Тогда в ней было 8 дворов. До 2015 года входила в состав сельского поселения Домнинского Каширского района.

## Население
Постоянное население составляло 1 человек в 2002 году (русские 100 %), 2 в 2010.